# 26 de febrero
El 26 de febrero es el 57.º (quincuagésimo séptimo) día del año en el calendario gregoriano. Quedan 308 días para finalizar el año, 309 en los años bisiestos.

## Acontecimientos
- 747 a. C. (miércoles): Nabonasar se convierte en rey de Asiria. El astrónomo griego-egipcio Claudio Ptolomeo (100-170 d. C.) eligió esta fecha (registrada por los egipcios) como comienzo de la era Nabonassar.
- 1266: en Italia se produce la batalla de Benevento en la que se enfrentaron los sicilianos de Manfredo de Hohenstaufen con los franceses de Carlos I de Anjou, que saldrían victoriosos.
- 1498: en Alcalá de Henares (España) el cardenal Francisco Jiménez de Cisneros coloca la primera piedra de la Universidad Complutense.
- 1526: El obispo de Zamora (España) Antonio de Acuña protagoniza un intento de fuga del Castillo de Simancas, donde se encontraba prisionero por su implicación en la Rebelión de las Comunidades de Castilla contra las políticas del rey Carlos I. Tras fracasar en el intento, es sentenciado a garrote vil un mes después.
- 1554: en Chile, el jefe araucano Lautaro vence en la Batalla de Marihueñu a las tropas de Francisco de Villagra (teniente general de la gobernación desde 1547 y jefe de la campaña española contra los araucanos).
- 1561: a orillas del arroyo Sutó ―en la serranía de Chiquitos (Bolivia)― el conquistador español Ñuflo de Chaves funda la ciudad de Santa Cruz de la Sierra.
- 1658: se firma la Paz de Roskilde entre Suecia y Dinamarca, por la que se pone fin a la guerra de los Belt.
- 1815: en Francia, Napoleón Bonaparte se fuga de la isla de Elba, dando inicio al Gobierno de Cien Días.
- 1817: en Chile, aparece La Gaceta del Supremo Gobierno de Chile, primera publicación chilena después de la independencia.
- 1869: en Cuba, la Asamblea Patriótica de Camagüey declara abolida la esclavitud.
- 1871: tras la guerra franco-prusiana, se firman los preliminares de la paz entre Francia y el nuevo Imperio alemán.
- 1901: en España, dimite el gobierno de Marcelo Azcárraga, tras los sangrientos choques entre fuerzas armadas y el pueblo madrileño con motivo del entierro del poeta Ramón de Campoamor.
- 1902: en Sevilla prosiguen las lluvias y las aguas del Guadalquivir alcanzan cinco metros por encima de su nivel habitual.
- 1904: en España, el Congreso de los Diputados aprueba el proyecto de ley sobre el servicio militar obligatorio.
- 1909: las Cortes españolas aprueban un proyecto de ley para la creación de un Teatro Nacional con subvención del Estado.
- 1909: el Imperio austrohúngaro y el Imperio otomano llegan a un acuerdo sobre Bosnia y Herzegovina.
- 1910: en el Teatro de la Comedia de Madrid se estrena La difunta, de Miguel de Unamuno.
- 1913: el Congreso de los Estados Unidos aprueba los gastos de la Armada, que prevé la construcción de nuevas unidades.
- 1914: la nave gemela del RMS Titanic, el HMHS Britannic es botado del astillero de Harland & Wolf.
- 1916: en Francia, el mariscal Joseph Joffre pone a Philippe Pétain al frente del Segundo Ejército francés.
- 1924: en Alemania se abre el proceso contra Adolf Hitler y Erich Ludendorff a consecuencia del Putsch de Múnich.
- 1925: en España, se abre la causa contra Fernando de los Ríos, catedrático español de la Universidad de Granada.
- 1927: en Nueva York, el púgil español Paulino Uzcudun vence por puntos al danés Hansen.
- 1930: en la República Dominicana se extiende el movimiento revolucionario y los rebeldes se hacen dueños del norte y centro del país.
- 1932: en España entra en vigor la Ley del Divorcio.
- 1935: es fundada y sale a la luz la Luftwaffe (fuerza aérea del Tercer Reich).[1]
- 1936: en Alemania, Adolf Hitler implementa un nuevo vehículo, práctico y de bajo costo: el Escarabajo, de la fábrica Volkswagen (‘vehículo del pueblo’).
- 1936: en Japón se realiza un frustrado golpe de Estado en el que son asesinados Okada (jefe del Gobierno) y varios ministros.
- 1940: en el marco de la Segunda Guerra Mundial, el destructor británico Cossak aborda al buque-tanque alemán Altmark y libera a los 300 prisioneros británicos que transportaba.
- 1944: en Finlandia, los soviéticos realizan un ataque aéreo sobre la población civil de la ciudad de Helsinki.
- 1945: fuerzas soviéticas atacan Pomerania y llegan al mar Báltico.
- 1946: en México, el presidente Miguel Alemán Valdés crea el acuerdo presidencial por el cual surge la Comisión del Papaloapan.
- 1947: en México, el Congreso de la Unión aprueba la Comisión del Papaloapan, junto con la Comisión de Tesechoacán.
- 1948: en la España franquista se constituye el Consejo del Reino, establecido por la ley de Sucesión a la Jefatura del Estado.
- 1949: en Paraguay es depuesto el presidente el general Raimundo Rolón.
- 1951: en los Estados Unidos se ratifica la XXIII enmienda de la Constitución, que prohíbe a un presidente mantenerse en el cargo más de dos mandatos consecutivos.
- 1952: en Barcelona se estrena la película Lola la piconera, protagonizada por Juanita Reina.
- 1954: en Moscú, el líder chino Mao Zedong mantiene conversaciones con dirigentes comunistas.
- 1956: en la Ciudad de México se inaugura el palacio deportivo Arena México, con capacidad para 18 500 personas sentadas.
- 1958: en España, el Ministerio de Fomento ordena que todos los vehículos motorizados deben estar provistos, en carretera, de espejo retrovisor.
- 1960: en Inglaterra, la aristócrata Margaret Rose, hermana de la reina Isabel II, da a conocer su compromiso con el «fotógrafo de la corte», Anthony Armstrong-Jones.
- 1961: en Marruecos, el príncipe heredero Muley Hassan es nombrado rey de Marruecos al morir su padre, Mohammed V.
- 1963: en Múnich, servicios especiales franceses raptan al excoronel Antoine Argoud, dirigente de la OAS.
- 1973. en México, por primera vez se estrena un capítulo de El Chavo del 8.
- 1976: España abandona el Sahara Español en el inicio de la guerra del Sahara Occidental.
- 1977: en los Estados Unidos, la nave espacial Space Shuttle es transportada en el dorso de un Boeing 747 modificado.
- 1978: en Colombia, el partido liberal vence las elecciones generales, con Julio César Turbay como candidato a la presidencia.
- 1978: en Senegal es reelegido el presidente Léopold Sédar Senghor.
- 1978: en China se inaugura el V Congreso Popular Nacional.
- 1980: en España concluye el juicio por la matanza de Atocha.
- 1981: en España, Leopoldo Calvo-Sotelo toma posesión de la presidencia.
- 1981: Primeros vuelos de Lockheed C-130 Hercules a las Islas Malvinas. El C-130 Hércules TC-67 del Escuadrón I de la I Brigada Aérea de la Fuerza Aérea Argentina, realiza dos vuelos desde Comodoro Rivadavia a Puerto Argentino/Stanley transportando una casa completa prefabricada para vivienda del representante argentino en las Islas. El 27 de febrero efectúa otros dos vuelos. Son los primeros vuelos a Malvinas con aviones C-130 Hércules.
- 1983: el ajedrecista ruso Boris Spassky vence a su compatriota Anatoli Kárpov y se adjudica el Torneo de Linares.
- 1984: elecciones al Parlamento vasco, en las que el Partido Nacionalista Vasco (PNV) obtiene el 41,69 % de los votos, seguido del Partido Socialista Obrero Español (PSOE), con el 23,22 %.
- 1986: en Japón se estrenaba la serie Dragon Ball, serie de anime basado en el manga del autor Akira Toriyama.
- 1987: José Antonio Ardanza es reelegido lehendakari del Gobierno vasco por mayoría absoluta en la primera votación del Parlamento.
- 1989: en Sindelfingen (República Federal de Alemania), el británico Colin Jackson logra el récord mundial de los 60 metros vallas, con un crono de 7,41 s.
- 1989: la policía china impide al astrofísico disidente Fang Lizhi reunirse con el presidente estadounidense George Bush, durante la visita de este último a Pekín.
- 1989: en Whistler Mountain (Canadá), el luxemburgués Marc Girardelli se adjudica su tercera Copa del mundo de esquí alpino.
- 1990: en Nicaragua, Daniel Ortega candidato del FSLN acepta la derrota en las elecciones generales, un hito histórico en el mundo.
- 1990: en Europa central, al menos 79 personas pierden la vida a causa de los huracanes.
- 1991: en Estados Unidos, Tim Berners-Lee presenta el navegador para Internet.
- 1991: fuerzas estadounidenses y kuwaitíes entran en Kuwait City, abandonada por las invasoras tropas iraquíes.
- 1991: el Partido Nacionalista de Bangladés gana las primeras elecciones libres en este país tras catorce años de Gobierno militar.
- 1991: en las islas Canarias, la policía española decomisa dos toneladas de cocaína en un barco en alta mar, procedente de Colombia y con destino final en Galicia y su red de narcotráfico.
- 1992: en la ciudad de Joyalí (en Azerbaiyán), en el marco de la guerra de Nagorno Karabaj, fuerzas armadas de Armenia y Rusia matan a cientos de civiles azerbaiyanos. (Masacre de Jochalí).
- 1992: en Irlanda, el Tribunal Supremo permite a una muchacha, que quedó embarazada a causa de una violación, que viaje fuera del país para interrumpir su embarazo.
- 1993: en Nueva York se produce una explosión en las Torres Gemelas.
- 1995: en Bruselas, el G-7 acuerda los principios comunes que conducirán a la creación a escala mundial de la «sociedad de la información».
- 1995: Selena da su último concierto en el Houston Astrodome.
- 1996: Primeras cadetes mujeres en el Liceo Aeronáutico Militar de la Fuerza Aérea Argentina. Se incorporan como cadetes las primeras jóvenes al Liceo Aeronáutico Militar, ubicado en la localidad de Funes, provincia de Santa Fe.
- 1998: en España, el Tribunal Supremo condena al expresidente de Banesto, Mario Conde, a 4,5 años de prisión por un delito de apropiación indebida, mientras la Audiencia Nacional de Madrid, condena al exdirector de la Guardia Civil, Luis Roldán, a 28 años de cárcel por malversación de caudales públicos, estafa, cohecho y cinco delitos contra la Hacienda Pública.
- 2001: los ministros de Exteriores de los quince países miembros de la Unión Europea suscriben el Tratado de Niza, acordado en diciembre de 2000, para permitir la adaptación de las instituciones comunitarias a la ampliación prevista de la organización.
- 2001: el ministro de Interior español, Jaime Mayor Oreja, abandona el Ministerio de Interior para presentar su candidatura a lehendakari.
- 2002: ACNUR y la ONG Save the Children denuncian que al menos sesenta cooperantes abusaron sexualmente de menores mientras desarrollaban labores humanitarias en Liberia, Guinea y Sierra Leona.
- 2003: en las montañas colombianas se estrella un avión militar con 26 ocupantes.
- 2004: en Barcelona (España) todos los partidos democráticos, salvo el PP (Partido Popular), respaldan una manifestación contra la banda terrorista ETA.
- 2004: en Estados Unidos, el gobierno elimina una prohibición de viajes a Libia, que duró 23 años.
- 2004: Europa y Rusia llegan a un acuerdo para lanzar cohetes Soyuz desde la base espacial de la Agencia Espacial Europea situada en Kourou (Guayana Francesa).
- 2004: en Valladolid (España) se inaugura una exposición para conmemorar el quinto centenario de la muerte de Isabel la Católica.
- 2005: en Barcelona (España) los Mozos de Escuadra detienen a Rafaelle Amato, jefe de uno de los clanes de la Camorra italiana.
- 2005: en Taiwán se incendia un rascacielos; mueren cuatro personas.
- 2006: en Caquetá (Colombia) las FARC atacan un autobús de civiles; mueren nueve pasajeros.
- 2006: en un penal de alta seguridad en Afganistán se amotinan 1500 presos talibanes y de Al Qaeda.
- 2006: en Bilbao (España), la policía española detiene a un miembro de los GRAPO buscado por el asesinato de una empresaria en Zaragoza el 6 de febrero.
- 2006: junto a una sucursal bancaria en Vitoria (España) estalla una bomba casera y causa heridas leves a dos personas.
- 2006: en un mercadillo a las afueras de El Cairo —situado sobre la antigua Heliópolis— se descubre un templo solar con varias estatuas monumentales, una de las cuales podría pertenecer a Ramsés II.
- 2009: tras una serie de polémicas con sus habitantes, el gobierno de Chile decide reconstruir Chaitén, ciudad devastada por una erupción volcánica, en Santa Bárbara, 12 km al norte.
- 2010: en Colombia, la Corte Constitucional declara inexequible la ley de referendo reeleccionista, la cual pretendía habilitar al entonces presidente Álvaro Uribe Vélez a un eventual tercer mandato consecutivo.
- 2011: en Nueva York (Estados Unidos), el Consejo de Seguridad de la ONU decreta la Resolución 1970.
- 2013: en el aeropuerto internacional de la ciudad de Toluca de Lerdo (México), la policía detiene a Elba Esther Gordillo (líder nacional del SNTE), por el delito de operación con recursos de procedencia ilícita.
- 2017: se celebra la 89.ª entrega de los Premios Óscar en el Dolby Theatre de Los Ángeles (Estados Unidos), donde se anuncia inicialmente que la ganadora de esta edición en la categoría de Mejor película es La La Land, después se reconoce el error y anuncia que la verdadera ganadora es la película Moonlight[2]
- 2018: en Papúa Nueva Guinea se produce un terremoto de magnitud 7,5.

## Nacimientos
- 1361: Wenceslao de Luxemburgo, rey bohemio (f. 1419).
- 1517: Antonio Agustín, eclesiástico español (f. 1586).
- 1564: Christopher Marlowe, dramaturgo inglés (f. 1593).
- 1671: Anthony Ashley Cooper, político, filósofo y escritor inglés (f. 1713).
- 1715: Claude-Adrien Helvétius, filósofo francés (f. 1771).
- 1774: William Farquhar, primer residente de la colonia de Singapur (f. 1839).
- 1781: José María Calatrava, político y jurista español  (f. 1846).
- 1786: François Arago, matemático, físico, astrónomo y político francés (f. 1853).
- 1791: Domingo Cullen, político español, gobernador en Argentina (f. 1839).
- 1799: Émile Clapeyron, ingeniero y físico francés (f. 1864).
- 1801: Alejandro Mon y Menéndez, político español (f. 1882).
- 1802: Victor Hugo, escritor francés (f. 1885).
- 1808: Honoré Daumier, pintor y caricaturista francés (f. 1879).
- 1812: José María Chávez Alonso, político mexicano (f. 1864).
- 1821: Félix Ziem, pintor francés (f. 1911).
- 1824: Carlos Calvo, jurista, diplomático e historiador argentino (f. 1906).
- 1829: Levi Strauss, empresario estadounidense (f. 1902).
- 1846: Buffalo Bill, showman estadounidense (f. 1917).
- 1852: John Harvey Kellogg, médico estadounidense (f. 1943).
- 1853: Antonio Rivas Mercado, arquitecto mexicano (f. 1927).
- 1854: Porfirio Parra, médico, filósofo y escritor mexicano (f. 1912).
- 1856: Paul-François Choppin, escultor francés (f. 1937).
- 1857: Émile Coué, psicólogo y farmacólogo francés (f. 1926).
- 1861: Fernando I, rey búlgaro (f. 1948).
- 1861: Nadezhda Krúpskaya, revolucionaria rusa (f. 1939).
- 1866: Herbert Henry Dow, químico industrial estadounidense (f. 1930).
- 1876: Agustín Pedro Justo, militar argentino, presidente de la Década Infame (f. 1943).
- 1880: Nicolaas Wilhelmus Posthumus, economista neerlandés (f. 1960).
- 1883: Eugenio Hermoso, pintor español (f. 1963).
- 1883: Pierre Mac Orlan, escritor francés (f. 1970).

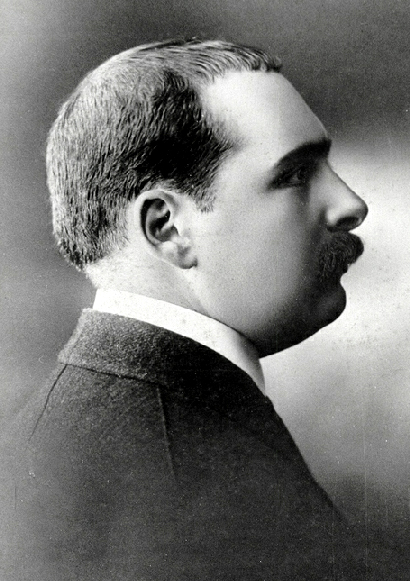
José de la Riva Agüero y Osma.

- 1885: José de la Riva Agüero y Osma, político, historiador y ensayista peruano (f. 1944).
- 1893: Guillermo Fernández-Shaw Iturralde, letrista español (f. 1965).
- 1893: Roberto José Tavella, religioso, escritor y docente argentino (f. 1963).
- 1894: Iván Papanin, científico, explorador polar y contraalmirante soviético (f. 1986).
- 1895: Claire Bauroff, bailarina, coreógrafa, profesora de ballet, actriz, modelo y escritora alemana (f. 1984).
- 1896: Guillermo Chaves Chaves, político, senador y pensador colombiano (f. 1956).
- 1896: Alfonso Junco, escritor y académico mexicano (f. 1974).
- 1900: Jean Negulesco, cineasta estadounidense de origen rumano (f. 1993).
- 1902: Rudolf Moralt, director de orquesta alemán (f. 1958).
- 1903: Agustín de Foxá, escritor, periodista y diplomático español (f. 1959).
- 1903: Giulio Natta, químico italiano, premio Nobel de Química en 1963 (f. 1979).
- 1904: Manuel Lozano Guillén, anarquista y militar español (f. 1945).
- 1908: Tex Avery, animador y cineasta estadounidense (f. 1980).
- 1908: Néstor Mesta Chayres, tenor mexicano y vocalista de bolero (f. 1971).
- 1908: Leela Majumdar, escritora bengalí (f. 2007).
- 1912: Dane Clark, actor estadounidense (f. 1998).
- 1914: Witold Rowicki, director de orquesta polaco (f. 1989)
- 1915: Raúl Anguiano, pintor, muralista y grabador mexicano (f. 2006).
- 1916: Jackie Gleason, actor estadounidense (f. 1987).
- 1917: Robert La Caze, piloto de automovilismo francés (f. 2015).
- 1918: Theodore Sturgeon, escritor estadounidense (f. 1985).
- 1918: Víctor Licandro, periodista, político y militar uruguayo (f. 2011).
- 1918: Osmar Maderna, músico, pianista y compositor argentino (f. 1951).
- 1918: Nikolái Gulayev, aviador militar soviético, uno de los principales ases de la aviación durante la Segunda Guerra Mundial (f. 1985)
- 1919: Mason Adams, actor estadounidense (f. 2005).

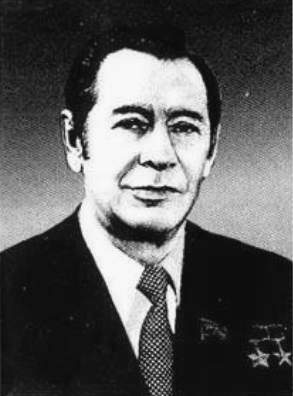
Piotr Masherov

- 1919: Piotr Masherov, político soviético de origen bielorruso (f. 1980).
- 1920: Henri Crolla, guitarrista italiano (f. 1960).
- 1920: Tony Randall, actor estadounidense (f. 2004).
- 1920: José Mauro de Vasconcelos, novelista brasileño (f. 1984).
- 1921: Eulalio Ferrer, empresario y publicista mexicano de origen español (f. 2009).
- 1921: Betty Hutton, actriz estadounidense (f. 2007).
- 1922: Víctor González Maertens, empresario y político chileno (f. 2012).
- 1922: Karl Aage Præst, futbolista danés (f. 2011).
- 1925: Iván Yampolski, militar soviético (f. 1983).
- 1925: Miroslava Stern, actriz mexicana de origen checoslovaco (f. 1955).
- 1926: Verne Gagne, jugador y entrenador estadounidense de fútbol americano (f. 2015).
- 1927: Manuel Conde-Pumpido Ferreiro, magistrado español (f. 2020).
- 1927: James Jimmy Kantor, abogado sudafricano, víctima del apartheid (f. 1974).
- 1928: Fats Dómino, músico estadounidense (f. 2017).
- 1928: Ariel Sharón, primer ministro israelí (f. 2014).
- 1931: Robert Novak, comentador político conservador estadounidense (f. 2009).
- 1932: Johnny Cash, cantante estadounidense de música country (f. 2003).
- 1934: José Luis Cuevas, pintor mexicano (f. 2017).
- 1936: José Yudica, futbolista y entrenador argentino (f. 2021).
- 1937: Eduardo Arroyo, pintor y escultor español (f. 2018).
- 1937: Alejandra Meyer, actriz mexicana (f. 2007).
- 1941: Sandy Brown Wyeth, actriz estadounidense.
- 1941: Guillermina Motta, cantante española.
- 1943: Bob Hite, músico canadiense, de la banda Canned Heat (f. 1981).
- 1943: Dante Ferretti, director de arte italiano.
- 1944: Maria Creuza, cantante brasileña.
- 1945: Pedro Carcuro, periodista chileno
- 1945: Marta Kristen, actriz noruega.
- 1945: Tina Sáinz, actriz española.
- 1946: Ahmed H. Zewail, químico egipcio, premio Nobel de Química en 1999 (f. 2016).
- 1947: Sandie Shaw, cantante británica.
- 1948: Cristina Banegas, actriz argentina.
- 1948: Ruy Castro, escritor, periodista, traductor y biógrafo brasileño.
- 1949: Emma Kirkby, soprano británica.
- 1950: Jonathan Cain, músico estadounidense, de las bandas Journey y Bad English.
- 1950: Helen Clark, primera ministra neozelandesa.
- 1951: Lee Atwater, político estadounidense (f. 1991).
- 1953: Michael Bolton, cantante estadounidense.
- 1953: Hubert Linard, ciclista francés.
- 1953: Egidio Cuadrado, músico colombiano (f. 2024)
- 1954: Recep Tayyip Erdoğan, político turco.
- 1955: Eusebio Unzué, entrenador de ciclistas español.
- 1957: Astrid Hadad, actriz mexicana.
- 1958: Michel Houellebecq, escritor francés.
- 1958: Silvio Oltra, piloto de automovilismo y cantautor argentino (f. 1995).
- 1959: Ahmet Davutoğlu, diplomático, académico y político turco.
- 1959: Rolando Blackman, baloncestista panameño.
- 1962: Greg Germann, actor estadounidense.
- 1963: Nacho Cano, músico español, de la banda Mecano.
- 1963: Fabián Gianola, actor y comediante argentino.
- 1963: Jorge Suárez, actor argentino.
- 1963: José Alberto Martín-Toledano, político español (f. 2024).
- 1964: Mark Dacascos, actor y artista marcial estadounidense.
- 1964: David Summers, cantante español.
- 1964: Naoto Ōshima, diseñador gráfico japonés, creador de Sonic the Hedgehog junto con Yuji Naka.
- 1965: Hernán Díaz, exfutbolista argentino.
- 1966: Carlos Fernando Navarro Montoya, es un exfutbolista colombiano y actual entrenador argentino.
- 1967: Currie Graham, actor canadiense.
- 1967: Paulo Pires, modelo y actor portugués.
- 1967: Kazuyoshi Miura, futbolista japonés.
- 1968: Tim Commerford, bajista estadounidense, de la banda Rage Against the Machine.
- 1969: Ander Garitano, futbolista y entrenador español.
- 1971: Erykah Badu, cantante estadounidense.
- 1971: Max Martin, compositor sueco.
- 1971: Hélène Segara, cantante francesa.
- 1971: Sean Baker, cineasta estadounidense.
- 1971: Simone Zucchi, ciclista italiano.
- 1973: ATB (André Tanneberger), disyóquey alemán.
- 1973: Ole Gunnar Solskjær, futbolista noruego.
- 1973: Jenny Thompson, nadadora estadounidense.
- 1973: Miguel Simão, futbolista portugués.
- 1973: Juancho De la Espriella, músico colombiano.
- 1974: Sébastien Loeb, piloto de rallies francés.
- 1974: Carlos Manuel de Oliveira Magalhaes, futbolista portugués.
- 1974: Maurizio Checcucci, atleta italiano.
- 1974: Heather Davis, remera canadiense.
- 1975: Jesús Vidal, actor español.
- 1975: Sergio de la Puente, pianista y compositor español.
- 1975: Drew Goddard, cineasta estadounidense.
- 1975: Carolina Gómez, actriz, modelo, presentadora y reina de belleza colombiana
- 1976: Ky-Mani Marley, músico jamaicano.
- 1976: Mauro Lustrinelli, futbolista suizo.
- 1976: Stanislav Vlček, futbolista checo.
- 1976: Bertrand Vecten, remero francés.
- 1977: James Wan, cineasta australiano.
- 1977: Oh Jung-se, actor surcoreano.
- 1977: Léider Preciado, futbolista colombiano.
- 1977: Tim Thomas, baloncestista estadounidense.
- 1977: Syria, cantante italiana.
- 1977: Yanuario Paz, periodista hondureño.
- 1977: Jadiya El-Hamdaui, yudoca marroquí.
- 1977: Shane Williams, rugbista británico.
- 1977: Boris Bernaskoni, arquitecto ruso.
- 1977: Nikolai Karpenko, futbolista ruso.
- 1978: Tom Beck, actor y cantante alemán.
- 1978: Abdoulaye Diagne-Faye, futbolista senegalés.
- 1978: Mohammed Noor, futbolista saudí.
- 1979: Shalim Ortiz, cantante y actor puertorriqueño.
- 1979: Corinne Bailey Rae, cantante británica.
- 1979: Jesús López Velázquez, futbolista español.
- 1979: Shauntay Hinton, modelo estadounidense.
- 1979: Richard Egington, remero británico.
- 1979: Susana Diazayas, actriz mexicana.
- 1980: Martin Jakubko, futbolista eslovaco.
- 1981: Pamela Díaz, modelo chilena.
- 1981: Iván Moreno, futbolista español.
- 1981: Tomislav Dujmović, futbolista croata.
- 1982: Nate Ruess, cantautor estadounidense.
- 1982: Elxan Məmmədov, judoka azerbaiyano.
- 1983: Pepe, futbolista portugués.
- 1983: Yamna Lobos, bailarina, actriz y conductora chilena.
- 1983: Erin McLeod, futbolista canadiense.
- 1984: Emmanuel Adebayor, futbolista togolés.
- 1984: Natalia Lafourcade, cantante mexicana.
- 1984: Beren Saat, actriz turca.
- 1984: Eñaut Zubikarai, futbolista español.
- 1985: Fernando Llorente, futbolista español.
- 1985: Miki Fujimoto, actriz e idol japonesa.
- 1986: Crystal Kay, cantante japonesa.
- 1986: Leila Lopes, modelo angoleña.
- 1986: Nacho Monreal, futbolista español.
- 1986: Queenz Cheng, actriz y cantante malaya (f. 2023).
- 1987: Ricardo Noir, futbolista argentino.
- 1987: Julio de Dios, futbolista español.
- 1988: Héctor Rondón, beisbolista venezolano.
- 1988: Sven Kums futbolista belga.
- 1988: Ricardo García Ambroa, ciclista español.
- 1988: Kwok Ho Ting, ciclista hongkonés.
- 1988: Segundo González, político español.
- 1988: Charley Webb, actriz inglesa.
- 1988: Reid Flair, luchador profesional estadounidense (f. 2013).
- 1989: Aleksandr Prúdnikov, futbolista ruso.
- 1989: Marwan Mohsen, futbolista egipcio.
- 1989: Alexandra López, futbolista española.
- 1990: Guido Pizarro, futbolista argentino.
- 1990: Alessio Lava, futbolista italiano.
- 1990: Edson dos Santos Reis, futbolista brasileño.
- 1990: Sergio Avellaneda, futbolista colombiano.
- 1990: Nikola Jakimovski, futbolista macedonio.
- 1991: CL, cantante y rapera surcoreana.
- 1991: Hélène Lefebvre, remera francesa.
- 1991: Anton Tinnerholm, futbolista sueco.
- 1991: Björn Sigurðarson, futbolista islandés.
- 1992: Matz Sels, futbolista belga.
- 1992: Florencia Ponce De León, balonmanista argentina.
- 1992: Stefan Mugoša, futbolista montenegrino.
- 1992: Juan Ventura, futbolista peruano (f. 2013).
- 1992: Leandro González Pirez, futbolista argentino.
- 1993: Jesé Rodríguez, futbolista español.
- 1993: Kaleb Tarczewski, baloncestista estadounidense.
- 1993: Carlos Miguel Ribeiro Dias, futbolista portugués.
- 1993: Jorge Estuardo Vargas, futbolista guatemalteco.
- 1994: Daniel Pearson, ciclista británico.
- 1994: Ahmet Yılmaz Çalık, futbolista turco (f. 2022).
- 1995: Jesse Edge, futbolista neozelandés.
- 1996: Ben Richardson, baloncestista estadounidense.
- 1996: Dennis Salanović, futbolista liechtensteiniano.
- 1996: Panagiotis Zachariou, futbolista chipriota.
- 1996: Dylan Sunderland, ciclista australiano.
- 1996: İlayda Alişan, actriz y modelo turca.
- 1996: Marvin Ogunsipe, baloncestista austriaco.
- 1996: Borja Sánchez, futbolista español.
- 1996: Oussama Idrissi, futbolista neerlandés.
- 1996: José Juan García, futbolista mexicano.
- 1997: Malcom, futbolista brasileño.
- 1997: Albian Ajeti, futbolista suizo.
- 1997: Adonis Ajeti, futbolista suizo.
- 1997: Enric Franquesa, futbolista español.
- 1997: Zheng Siwei, jugador de bádminton chino.
- 1997: Trevor Larnach, beisbolista estadounidense.
- 1998: Joanna Arida, actriz y modelo jordana.
- 1998: Lamine Fomba, futbolista francés.
- 1998: Josemi Castañeda, futbolista español.
- 1998: Kareem Riley, futbolista trinitense.
- 1998: Jeremy Chinn, jugador de fútbol americano estadounidense.
- 1999: Albert Alavedra, futbolista andorrano.
- 1999: Adrián de la Fuente, futbolista español.
- 1999: Thomas Carrique, futbolista francés.
- 1999: Hannes Agnarsson, futbolista feroés.
- 1999: Adolfo Gaich, futbolista argentino.
- 1999: Elvira Öberg, biatleta sueca.
- 1999: Hirokazu Ishihara, futbolista japonés.
- 1999: Raúl Guzmán, piloto de automovilismo mexicano.
- 1999: Luan Silva dos Santos, futbolista brasileño.
- 1999: Miguel Navarro, futbolista venezolano.
- 1999: Josh Carlton, baloncestista estadounidense.
- 1999: Keaton Wallace, baloncestista estadounidense.
- 2000: David Santiago Barrero, futbolista colombiano.
- 2000: Alexis Gutiérrez, futbolista mexicano.
- 2000: Margaret MacNeil, nadadora canadiense.
- 2000: Lea Novak, piragüista eslovena.
- 2000: Francisco Álvarez, futbolista argentino.
- 2000: Facundo Santiago Rodríguez, futbolista argentino.
- 2000: Mauro Pérez, futbolista mexicano.
- 2000: Craig Porter, baloncestista estadounidense.
- 2001: Jamie Leweling, futbolista alemán.
- 2001: Kevin Villodres Medina, futbolista español.
- 2001: Gauthier Onclin, tenista belga.
- 2002: Maarten Vandevoordt, futbolista belga.
- 2002: Gerard Martín, futbolista español.
- 2003: Jamal Musiala, futbolista inglés-alemán.
- 2003: Lim Eun-soo, patinadora artística sobre hielo surcoreana.
- 2004: Jesús Belza, futbolista español.
- 2005: João Gonçalves, futbolista portugués.
- 2005: Lorenzo Anghelè, futbolista italiano.
- 2007: Juan José Mañosca, ciclista colombiano.

## Fallecimientos
- 420: Porfirio de Gaza, anacoreta griego (n. 352).
- 1154: Rogelio II de Sicilia, rey siciliano (n. 1093).
- 1561: Jorge de Montemayor, escritor portugués (n. ca. 1520).
- 1577: Erico XIV, rey sueco (n. 1533).
- 1638: Claude Gaspard Bachet de Méziriac, matemático francés (n. 1581).
- 1770: Giuseppe Tartini, compositor y violinista italiano (n. 1692).
- 1792: José Cadalso, escritor español (n. 1741).
- 1802: Esek Hopkins, almirante estadounidense (n. 1718).
- 1811: Mateo de Toro y Zambrano, militar, político chileno, presidente de la Primera Junta (n. 1727).
- 1815: Agustín de Pedrayes, matemático español (n. 1744).
- 1821: Joseph de Maistre, teórico político saboyano (n. 1753).
- 1834: Aloys Senefelder, ingeniero austriaco, inventor de la litografía (n. 1771).
- 1849: Mariano Rivera Paz, político guatemalteco (n. 1804).
- 1861: Taras Shevchenko, poeta y pintor ucraniano (n. 1814).
- 1878: Juan María Gutiérrez, escritor y político argentino (n. 1809).
- 1883: Miguel Ângelo Lupi, pintor portugués (n. 1826).
- 1889: Karl Davidov, compositor ruso (n. 1838).
- 1889: Paula Montal, religiosa española (n. 1799).
- 1903: Richard J. Gatling, ingeniero e inventor estadounidense (n. 1818).
- 1906: Manuel Fernández Caballero, compositor español (n. 1835).
- 1909: Caran d'Ache, dibujante francés (n. 1858).
- 1913: Felix Draeseke, compositor alemán (n. 1835).
- 1921: Carl Menger, economista austriaco (n. 1840).
- 1930: Rafael Merry del Val, cardenal español (n. 1865).
- 1931: Otto Wallach, químico alemán, premio Nobel de Química en 1910 (n. 1847).
- 1943: Theodor Eicke, general alemán nazi de las SS (n. 1892).
- 1959: Francisco de Alvear, aristócrata español (n. 1869).
- 1961: Miguel Nicolás Lira, escritor, funcionario público y maestro mexicano (n. 1905).
- 1961: Mohammed V, rey marroquí (n. 1909).
- 1966: Gino Severini, pintor italiano (n. 1883).
- 1966: Nicolás Rodríguez, actor mexicano de origen español (n. 1898).
- 1969: Levi Eshkol, político y primer ministro israelí (n. 1895).
- 1969: Karl Jaspers, psiquiatra y filósofo alemán (n. 1883).
- 1970: Ángel María de Rosa, escultor argentino (n. 1888).
- 1971: Fernandel (Fernand Joseph Desiré Constandin), actor francés (n. 1903).
- 1974: Ignacio Agustí, escritor y periodista español (n. 1913).
- 1974: Hendrika Johanna van Leeuwen, física neerlandesa (n. 1887).
- 1980: Dringue Farías, actor argentino (n. 1914).
- 1981: Robert Aickman, escritor británico (n. 1914).
- 1982: Paco Martínez Soria, actor español (n. 1902).
- 1982: Reina Torres de Araúz, profesora y antropóloga panameña (n. 1932).
- 1982: Gábor Szabó, guitarrista húngaro (n. 1936).
- 1985: Tjalling Koopmans, economista estadounidense de origen neerlandés (n. 1910).
- 1989: Pablo Palitos, actor argentino de origen español (n. 1906).
- 1991: El Torete (Ángel Franco), famoso delincuente español (n. 1960).
- 1994: Bill Hicks, comediante estadounidense (n. 1961).
- 1996: Mieczyslaw Vainberg, compositor soviético de origen polaco (n. 1919).
- 1998: Theodore Schultz, economista estadounidense (n. 1902).
- 2001: Arturo Uslar Pietri, escritor venezolano (n. 1906).
- 2002: Helen Dick Megaw, mineralogista irlandesa (n. 1907).
- 2003: Jaime Ramírez Banda, futbolista chileno (n. 1931).
- 2004: Boris Trajkovski, presidente macedonio (n. 1956).
- 2005: Francisco de Asís Cabrero, arquitecto español (n. 1912).
- 2005: Jef Raskin, matemático e informático estadounidense (n. 1943).
- 2005: Enrique Ortúzar, jurista y político chileno (n. 1914).
- 2010: Francisco Cabrera Santos, político venezolano (n. 1946).
- 2010: Nujabes, compositor y DJ japonés (n. 1974).
- 2011: María Azambuya, actriz y directora de teatro uruguaya (n. 1944).
- 2012: Arpad Fekete, futbolista y entrenador húngaro (n. 1921).
- 2012: Antonio Pérez Sánchez, empresario español (n. 1918).
- 2013: Dale Robertson, actor estadounidense (n. 1923).
- 2016: Mario Poggi, celebridad y psicólogo peruano (n. 1943).
- 2019: Christian Bach, abogada, actriz y productora argentina (n. 1959).
- 2020: José Félix Patiño, médico colombiano (n. 1927).
- 2022: Danny Ongais, piloto estadounidense de automovilismo (n. 1942).
- 2022: Antonio Seguí, pintor, escultor e ilustrador argentino (n. 1934).
- 2023: Alberto Mario González, futbolista y entrenador argentino (n. 1941).
- 2025: Michelle Trachtenberg, actriz estadounidense (n. 1985).

## Celebraciones
- Día Mundial del Pistacho.[3]

 Por países
(Por orden alfabético)
- Bolivia:
  - Aniversario de Santa Cruz de la Sierra.
Fundación: 26 de febrero de 1561 (464 años).

- El Salvador:
  - Día del Profesional en Laboratorio Clínico.

- Guatemala:
  - Día del Patrimonio Cultural de la Nación de Guatemala. Esta fecha conmemora la primera visita oficial a la ciudad maya de Tikal, en 1848.

- Kuwait:
  - Día de la Liberación.[4]

- Papúa Nueva Guinea:
  - Día Nacional del Recuerdo.[4]

### Santoral católico

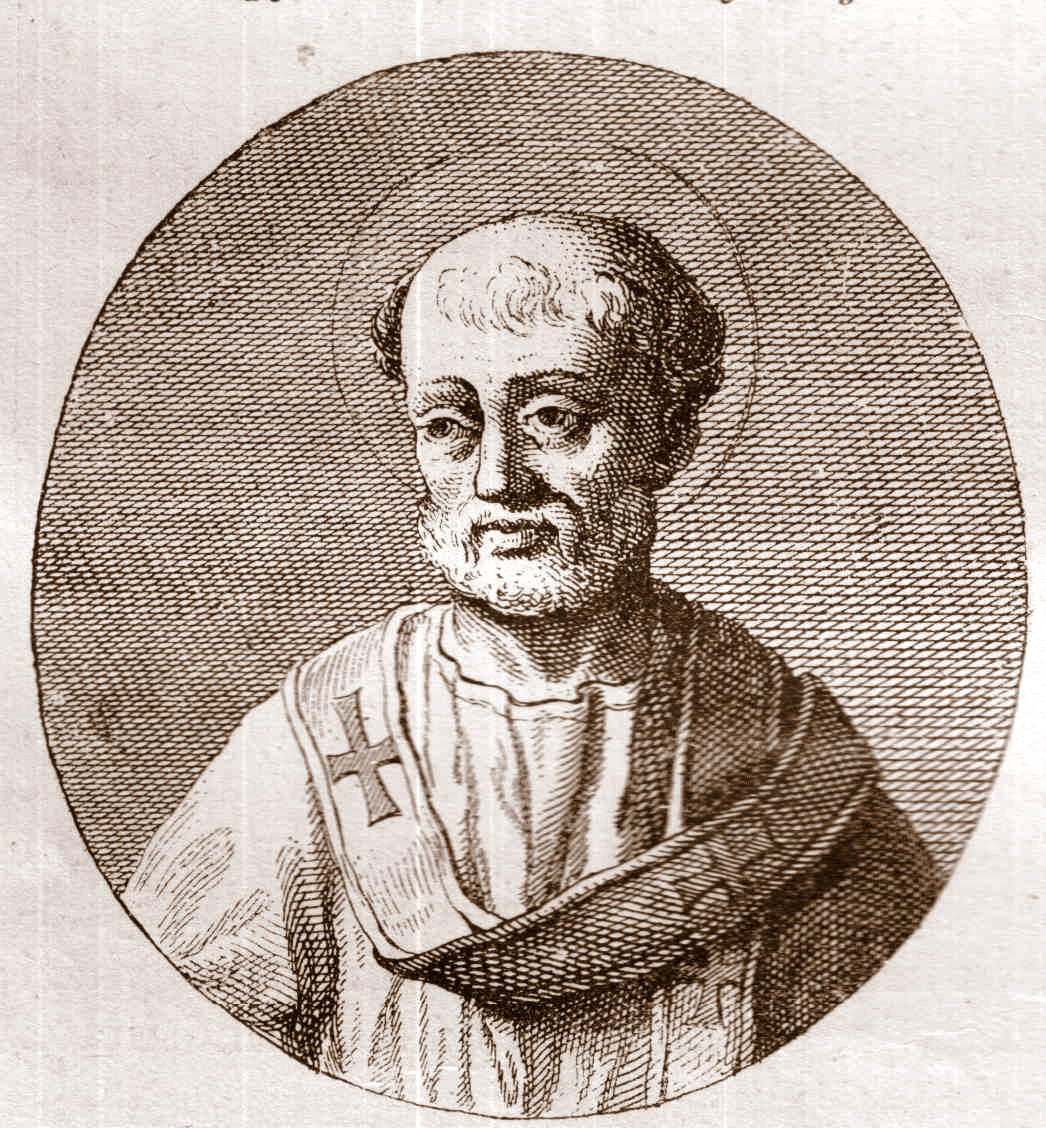
San Alejandro de Alejandría.

- San Agrícola de Nevers.[5]
- San Alejandro de Alejandría.[5]
- San Andrés de Florencia.[5]
- San Diodoro.
- San Faustiniano de Bolonia.[5]
- Santa Paula Montal.[5]
- San Porfirio de Gaza.[5]
- San Víctor eremita.[5]
- Beata Piedad de la Cruz.
- Beato Roberto Dru cubrory.[5]
- San Néstor de Magido.